# Coupe de Suisse féminine de football 2021-2022
Navigation
Édition précédente Édition suivante
La Coupe de Suisse féminine 2021-2022 est la 46e édition de la coupe de Suisse féminine de football organisée par l'association suisse de football (ASF).

## Déroulement
Il s'agit d'une compétition à élimination directe. Les clubs de Super League (AWSL), de ligue nationale B (LNB) et de 1re ligue sont inscrits d'office, les autres se qualifient via leurs associations régionales. Le vainqueur du trophée fair-play est qualifié pour le 1er tour principal.
L'épreuve est remportée par le FC Zurich au stade du Letzigrund devant 7 916 spectateurs, ce qui constitue un record d'affluence pour la compétition.

## Deuxième tour
| Date            | Club               | Score     | Club                       |
| --------------- | ------------------ | --------- | -------------------------- |
| 9 octobre 2021  | FC Rapperswil-Jona | 4-2 a. p. | FC Lugano                  |
| 9 octobre 2021  | FC Luzern Frauen   | 0-6       | Grasshoppers               |
| 9 octobre 2021  | FC Bühler          | 1-7       | FC Aarau                   |
| 9 octobre 2021  | FC Wil             | 2-3       | FC Thoune Oberland-bernois |
| 9 octobre 2021  | FC Baar            | 0-5       | FC Saint-Gall-Staad        |
| 9 octobre 2021  | SG Stans-Engelberg | 3-0       | Étoile Carouge FC          |
| 9 octobre 2021  | FC Erlinsbach      | 1-2       | FC Schlieren               |
| 9 octobre 2021  | FC Walperswil      | 0-7       | Servette FC Chênois        |
| 9 octobre 2021  | FC Appenzell       | 1-7       | FC Bâle                    |
| 9 octobre 2021  | FC Ostermundigen   | 1-4       | FC Yverdon                 |
| 9 octobre 2021  | FC Uzwil           | 1-8       | FC Zürich                  |
| 9 octobre 2021  | FC Baden           | 0-9       | FC Lucerne T               |
| 9 octobre 2021  | SC Schwytz         | 0-2       | BSC Young Boys             |
| 10 octobre 2021 | FC Le Parc         | 0-5       | FC Sion                    |
| 10 octobre 2021 | SC Balerna         | 0-2       | FC Soleure                 |
| 10 octobre 2021 | FC Mutschellen     | 0-4       | FC Staad                   |

## Huitièmes de finale
| Date            | Club                       | Score | Club                |
| --------------- | -------------------------- | ----- | ------------------- |
| 6 novembre 2021 | Servette FC Chênois        | 4-1   | FC Lucerne T        |
| 6 novembre 2021 | BSC Young Boys             | 0-4   | FC Saint-Gall-Staad |
| 6 novembre 2021 | FC Sion                    | 0-4   | FC Zurich           |
| 6 novembre 2021 | FC Aarau                   | 1-2   | Grasshoppers        |
| 6 novembre 2021 | FC Rapperswil-Jona         | 1-3   | FC Yverdon          |
| 6 novembre 2021 | SG Stans-Engelberg         | 0-8   | FC Bâle             |
| 6 novembre 2021 | FC Thoune Oberland-bernois | 4-0   | FC Soleure          |
| 7 novembre 2021 | FC Staad                   | 1-3   | FC Schlieren        |

## Quarts de finale
| Date            | Club                       | Score               | Club                |
| --------------- | -------------------------- | ------------------- | ------------------- |
| 26 février 2022 | FC Thoune Oberland-bernois | 0-4                 | Servette FC Chênois |
| 26 février 2022 | FC Schlieren               | 0-7                 | Grasshoppers        |
| 26 février 2022 | FC Zürich                  | 3-0                 | FC Bâle             |
| 26 février 2022 | FC Saint-Gall-Staad        | 0-0 (9-10 t. a. b.) | FC Yverdon          |

## Demi-finales
| Date         | Club         | Score              | Club                |
| ------------ | ------------ | ------------------ | ------------------- |
| 26 mars 2022 | Grasshoppers | 1-1 (5-4 t. a. b.) | Servette FC Chênois |
| 26 mars 2022 | FC Zurich    | 5-2                | FC Yverdon          |

## Finale
La finale se déroule le 30 avril 2022.
| 30 avril 2022 | FC Zurich                            | 4 – 1   | Grasshoppers | Stade du Letzigrund, Zurich |                     |
| 17h           | Humm 4e 80e · Moser 69e · Plubel 83e | (1 - 0) | 50e Tenini   | Spectateurs : 7 916         | Spectateurs : 7 916 |
| 17h           | Rapport                              |         |              | Spectateurs : 7 916         | Spectateurs : 7 916 |